# Foziling Shuiku
Foziling Shuiku (kinesiska: 佛子岭水库) är en reservoar i Kina. Den ligger i provinsen Anhui, i den östra delen av landet, omkring 110 kilometer sydväst om provinshuvudstaden Hefei. Foziling Shuiku ligger 117 meter över havet. Arean är 12,1 kvadratkilometer. I omgivningarna runt Foziling Shuiku växer i huvudsak blandskog. Den sträcker sig 9,3 kilometer i nord-sydlig riktning, och 13,3 kilometer i öst-västlig riktning.
Genomsnittlig årsnederbörd är 1 703 millimeter. Den regnigaste månaden är juli, med i genomsnitt 279 mm nederbörd, och den torraste är januari, med 45 mm nederbörd.